# Halowe Mistrzostwa Czech w Lekkoatletyce 2015
Halowe Mistrzostwa Czech w Lekkoatletyce w 2015 – halowe zawody lekkoatletyczne organizowane przez Český atletický svaz, które odbyły się 21 i 22 lutego w Pradze.

## Rezultaty
| PB - rekord życiowy \| SB - najlepszy wynik w sezonie \| NR – halowy rekord kraju |

### Mężczyźni
| Konkurencja:              | 1. miejsce                                                 | Rezultat | 2. miejsce                                                          | Rezultat | 3. miejsce                                                                | Rezultat |
| Bieg na 60 m              | Jan Veleba                                                 | 6,73     | Zdeněk Stromšík                                                     | 6,73     | Marek Bakalár                                                             | 6,74     |
| Bieg na 200 m             | Jan Jirka                                                  | 20,85    | Jiří Kubeš                                                          | 21,57    | Michal Tlustý                                                             | 21,69    |
| Bieg na 400 m             | Pavel Maslák                                               | 45,27    | Jan Tesař                                                           | 46,21    | Patrik Šorm                                                               | 46,49    |
| Bieg na 800 m             | Jakub Holuša                                               | 1:48,37  | Miroslav Burian                                                     | 1:49,14  | Filip Sasínek                                                             | 1:50,26  |
| Bieg na 1500 m            | Petr Vitner                                                | 3:45,75  | Jan Friš                                                            | 3:50,76  | Milan Kocourek                                                            | 3:51,74  |
| Bieg na 3000 m            | Jakub Zemaník                                              | 8:20,27  | David Kučera                                                        | 8:21,70  | Tomáš Jaša                                                                | 8:23,90  |
| Bieg na 60 m przez płotki | Václav Sedlák                                              | 7,88     | Petr Peňáz                                                          | 7,89     | Martin Mazáč                                                              | 7,93     |
| Sztafeta 4 × 200 m        | Slavia Praha Jan Jirka Petr Lichý Matěj Mach Michal Tlustý | 1:26,61  | Slovan Liberec David Kolář Jan Kučera Radek Povýšil Vojtěch Svoboda | 1:27,34  | Sokol Hradec Králové Michal Desenský Vít Müller Lukáš Hodboď Filip Martin | 1:28,75  |
| Skok wzwyż                | Jaroslav Bába                                              | 2,19     | Martin Heindl                                                       | 2,15     | Matyáš Dalecký                                                            | 2,10     |
| Skok o tyczce             | Jan Kudlička                                               | 5,60     | Adam Pašiak                                                         | 5,30     | Jan Jánský                                                                | 5,00     |
| Skok w dal                | Radek Juška                                                | 7,91     | Štěpán Wagner                                                       | 7,48     | Adam Helcelet                                                             | 7,40     |
| Trójskok                  | Jiří Vondráček                                             | 15,68    | Bohumil Bětuňák                                                     | 15,02    | David Beneš                                                               | 14,97    |
| Pchnięcie kulą            | Jan Marcell                                                | 20,71    | Tomáš Staněk                                                        | 20,66    | Ladislav Prášil                                                           | 20,51    |
| Siedmiobój                | Adam Helcelet                                              | 6164     | Marek Lukáš                                                         | 5883     | Jan Doležal                                                               | 5694     |

### Kobiety
| Konkurencja:              | 1. miejsce                                                                  | Rezultat | 2. miejsce                                                                          | Rezultat | 3. miejsce                                                                      | Rezultat |
| Bieg na 60 m              | Petra Urbánková                                                             | 7,36     | Iveta Mazáčová                                                                      | 7,49     | Kristýna Kobiánová                                                              | 7,50     |
| Bieg na 200 m             | Denisa Rosolová                                                             | 23,74    | Kristýna Kobiánová                                                                  | 24,64    | Marcela Pírková                                                                 | 24,82    |
| Bieg na 400 m             | Zuzana Hejnová                                                              | 52,76    | Helena Jiranová                                                                     | 53,94    | Zdeňka Seidlová                                                                 | 54,39    |
| Bieg na 800 m             | Kateřina Hálová                                                             | 2:07,63  | Diana Mezuliáníková                                                                 | 2:07,67  | Alena Ulrichová                                                                 | 2:08,64  |
| Bieg na 1500 m            | Kristiina Mäki                                                              | 4:19,07  | Lenka Masná                                                                         | 4:20,66  | Tereza Čapková                                                                  | 4:27,00  |
| Bieg na 3000 m            | Lucie Sekanová                                                              | 9:25,01  | Anežka Drahotová                                                                    | 9:41,01  | Moira Stewartová                                                                | 9:44,89  |
| Bieg na 60 m przez płotki | Kateřina Cachová                                                            | 8,13     | Lucie Škrobáková                                                                    | 8,19     | Lucie Koudelová                                                                 | 8,20     |
| Sztafeta 4 × 200 m        | Olymp Brno Markéta Mrňová Kamila Němcová Karolína Strnadová Marcela Pírková | 1:42,96  | Slavia Praha Kateřina Kodrová Kateřina Ulrichová Kristýna Jelínková Lucie Taclíková | 1:43,37  | Kotlářka Praha Tereza Edlová Barbora Votinská Karolína Řeháková Anna D´Ambrosca | 1:49,82  |
| Skok wzwyż                | Michaela Hrubá                                                              | 1,88     | Eliška Klučinová                                                                    | 1,88     | Lada Pejchalová                                                                 | 1,85     |
| Skok o tyczce             | Jiřina Ptáčníková                                                           | 4,50     | Aneta Morysková                                                                     | 4,30     | Romana Maláčová                                                                 | 4,15     |
| Skok w dal                | Jana Korešová                                                               | 6,13     | Emily Gerulová                                                                      | 6,11     | Lucie Májková                                                                   | 6,11     |
| Trójskok                  | Lucie Májková                                                               | 13,59    | Šárka Buranská                                                                      | 12,62    | Dominika Horniaková                                                             | 12,50    |
| Pchnięcie kulą            | Markéta Červenková                                                          | 15,86    | Jana Kárníková                                                                      | 15,29    | Jitka Kubelová                                                                  | 14,63    |
| Pięciobój                 | Kateřina Cachová                                                            | 4386     | Michaela Broumová                                                                   | 3857     | Aneta Komrsková                                                                 | 3747     |